# أوميتاما (إيباراكي)
أوميتاما (باليابانية: 小美玉市 أوميتاما-شي) هي مدينة تقع في محافظة إيباراكي، اليابان. تأسست المدينة في 27 مارس 2006.

## وصلات خارجية
- موقع بلدية أوميتاما